# Requeixo (Sarria)
Requeixo (llamada oficialmente San Martiño de Requeixo) es una parroquia española del municipio de Sarria, en la provincia de Lugo, Galicia.

## Organización territorial
La parroquia está formada por cuatro entidades de población, constando tres de ellas en el nomenclátor del Instituto Nacional de Estadística español:
- Mazadoiro (O Mazadoiro)
- San Martín (San Martiño)
- Treilán
- Veiguiña (A Veiguiña)

## Demografía
| Gráfica de evolución demográfica de Requeixo entre 2000 y 2021 |
|                                                                |
| Datos según el nomenclátor publicado por el INE.               |